# Chiesa universitaria
La chiesa universitaria di Budapest è un luogo di culto situato nel quartiere di Pest, nella parte orientale della capitale ungherese. 

## Storia e descrizione
La chiesa a navata singola, con facciata riccamente decorata, è una delle più notevoli chiese barocche della città. Fu costruita per ordine dei Paolini fra il 1725 e il 1742 su progetto di András Meyerhoffer. Il campanile fu aggiunto nel 1771.
L'esterno presenta un timpano e una serie di pilastri che separano la facciata. Figure di San Paolo di Tebe e di Sant'Antonio abate circondano l'emblema dei Paolini. Notevoli sono anche gl'interni intarsiati in legno del portico principale. All'interno della chiesa, racchiuse in lesene di marmo si trova una serie di cappelle laterali. Gli affreschi della volta raffiguranti scene della vita di Maria, oggi in cattive condizioni, sono opera di Johann Bergl e risalgono al 1776. L'altare maggiore risale al 1746 e le statue situate  dietro di esso furono realizzate da József Hebenstreit. Sopra l'altare è posta una copia della Vergine nera di Częstochowa risalente al 1720. Altri particolari barocchi all'interno della chiesa, come la balaustra della galleria dell'organo, i confessionali e il pulpito furono realizzati dai Paolini.